# The Beat Goes On (chanson de Sonny and Cher)
Pour les articles homonymes, voir The Beat Goes On.
Singles de Sonny and Cher
Living For You
(1966) A Beautiful Story
(1967)
The Beat Goes On est une chanson pop interprétée par le duo américain Sonny and Cher, écrite, composée et produite par l'un de ses membres, Sonny Bono.
Elle sort en single tout d'abord aux États-Unis le 29 décembre 1966, puis au Royaume-Uni le 20 janvier 1967 avant d'être distribuée plus largement.
Elle figure sur l'album In Case You're in Love sorti en mars 1967.
C'est un succès qui se classe dans le top 10 des ventes de singles dans plusieurs pays.
Cher a interprété la chanson lors des funérailles de Sonny Bono en 1998. And the beat goes on est l'épitaphe gravée sur la pierre tombale du chanteur.

## Enregistrement
Ce sont les musiciens de studios chevronnés appartenant au collectif The Wrecking Crew qui participent à l'enregistrement. Leur travail d'arrangeurs musicaux, jamais crédité, a joué un rôle important dans le succès de bon nombre de chansons. Ainsi les arrangements de la bassiste du collectif, Carol Kaye, ont donné la ligne de basse qui caractérise The Beat Goes On.

## Reprises
La chanson a été reprise par de nombreux artistes: The Buddy Rich Big Band l'enregistre dès 1967, ainsi que Kim Weston. Le groupe Vanilla Fudge construit son album The Beat Goes On, sorti en 1968, autour de la chanson.
La version du groupe Globos entre dans le top 30 en Australie en 1983. Celle du groupe All Seeing I est un succès au Royaume-Uni et en Nouvelle-Zélande en 1998. L'année suivante, ce groupe produit une version enregistrée par la chanteuse américaine Britney Spears sur son premier album, ...Baby One More Time.

## Classements hebdomadaires
| Classement (1967)                       | Meilleure position |
| --------------------------------------- | ------------------ |
| Afrique du Sud (Springbok Radio)        | 18                 |
| Allemagne (Media Control AG)            | 24                 |
| Australie (Kent Music Report)           | 14                 |
| Belgique (Flandre Ultratop 50 Singles)  | 5                  |
| Belgique (Wallonie Ultratop 50 Singles) | 6                  |
| Canada (RPM 100 Singles)                | 3                  |
| États-Unis (Billboard Hot 100)          | 6                  |
| Italie (FIMI)                           | 42                 |
| Pays-Bas (Nederlandse Top 40)           | 8                  |
| Pays-Bas (Single Top 100)               | 7                  |
| Royaume-Uni (UK Singles Chart)          | 29                 |

| Classement (1983)             | Meilleure position |
| ----------------------------- | ------------------ |
| Australie (Kent Music Report) | 28                 |

| Classement (1998)              | Meilleure position |
| ------------------------------ | ------------------ |
| Nouvelle-Zélande (RMNZ)        | 40                 |
| Royaume-Uni (UK Singles Chart) | 11                 |